# Jaroslav Kentoš
Jaroslav Kentoš (* 14. května 1974 Vranov nad Topľou) je bývalý slovenský fotbalový obránce. Po skončení hráčské kariéry se stal trenérem.

## Hráčská kariéra
Prešovský odchovanec nastoupil za Tatran ve 24 utkáních československé nejvyšší soutěže, aniž by skóroval. Hrál také slovenskou a izraelskou nejvyšší soutěž. Na jaře 1997 si připsal 14 startů v nejvyšší soutěži ČR za Bohemians Praha. Na Slovensku hrál i za Slovan Bratislava, Duklu Banská Bystrica, 1. HFC Humenné, Šport Podbrezová a ŠK Sásová.

### Evropské poháry
Nastoupil celkem k 8 utkáním, v nichž neskóroval. Za Prešov odehrál 3 utkání v PVP 1994/95 (269 minut), zbylých 5 startů zaznamenal v dresu Banské Bystrice v Poháru UEFA (1999/00: 1 / 0, 2004/05: 4 / 0).

### Prvoligová bilance
| Ročník                          | Zápasy | Góly | Minuty | Klub            |
| ------------------------------- | ------ | ---- | ------ | --------------- |
| I. liga 1991/92                 | 1      | 0    | 26     | Tatran Prešov   |
| I. liga 1992/93                 | 23     | 0    | 1 539  | Tatran Prešov   |
| I. liga 1993/94                 | –      | 2    | –      | Tatran Prešov   |
| I. liga 1994/95                 | –      | 0    | –      | Tatran Prešov   |
| I. liga 1995/96                 | –      | 0    | –      | Tatran Prešov   |
| I. liga 1996/97                 | 14     | 0    | 1 145  | Bohemians Praha |
| CELKEM I. LIGA ČSFR (1992–1993) | 24     | 0    | 1 565  |                 |
| CELKEM I. LIGA ČR (1997)        | 14     | 0    | 1 145  |                 |
| CELKEM I. LIGA SR (1993–1995)   | –      | 2    | –      |                 |

## Trenérská kariéra
Jako trenér působil v Podbrezové (B-mužstvo, 2007–2009), Dukle Banská Bystrica (junioři, 2009–2010), opět v Podbrezové (A-mužstvo, 2011–2015) a Žilině (B-mužstvo, 2015–2018). Od 1. července 2018 převzal žilinské A-mužstvo a vedl je do 31. prosince 2019. V pátek 20. prosince 2019 byl Výkonným výborem Slovenského fotbalového svazu schválen na pozici trenéra slovenské reprezentace do 21 let (s účinností od 1. ledna 2020).